# Turraea streyi
Turraea streyi är en tvåhjärtbladig växtart som beskrevs av F. White & B.T. Styles. Turraea streyi ingår i släktet Turraea och familjen Meliaceae. Inga underarter finns listade i Catalogue of Life.